# Zboiivska, Radehiv
Zboiivska (în ucraineană Збоївська, în germană Zboiska) este un sat în comuna Stoianiv din raionul Radehiv, regiunea Liov, Ucraina. Satul a fost locuit de germanii galițieni.

## Demografie
Componența lingvistică a localității Zboiivska
     Ucraineană (100%)
Conform recensământului din 2001, toată populația localității Zboiivska era vorbitoare de ucraineană (100%).